# Хамарьо (община)
Община Хамарьо (на шведски: Hammarö kommun) е разположена в лен Вермланд, западна централна Швеция с обща площ 422 km2 и население 15 136 души (към 31 декември 2013). Административен център на община Хамарьо е град Скугхал.